# Роберто ди Дона
Роберто ди Дона (Рим, 8. септембар 1968), је италијански спортиста који се такмичи у стрељаштву. Четири пута је учествовао на Олимпијским играма. У Атлатни 1996. постао је олимпијски првак у дисциплини ваздушни пиштољ, а бронзу је освојио малокалибарским пиштољем. На Светском првенству у Милану 1994. године дошао је до бронзе вазушним пиштољем.